# Filippo (diacono)
Filippo (I secolo - Cesarea, I secolo) era uno dei sette diaconi scelti dopo la Pentecoste affinché si prendessero cura delle vedove e dei poveri, consacrati dagli apostoli con l'imposizione delle mani.

## Biografia
Dopo il martirio di Stefano, Filippo evangelizzò la Samaria, con grande successo, e perciò fu chiamato l'evangelista. In particolare, convertì Simone Mago.
Spinto da un angelo del Signore sulla strada di Gerusalemme a Gaza, vi incontrò un Etiope, eunuco della regina Candace che strada facendo leggeva il poema del profeta Isaia sul Servo sofferente del Signore. Filippo spiegò all'Etiope che la profezia riguardava Gesù: l'eunuco si convertì e ricevette subito il battesimo.
Proseguendo nel suo viaggio, Filippo predicò ad Azoto (oggi Ashdod), prima di stabilirsi a Cesarea marittima.
Intorno all'anno 58, Paolo e Luca, alla fine del terzo viaggio missionario, gli fecero visita: egli aveva quattro figlie vergini che praticavano il dono della profezia. Il Vangelo di Luca non indica il loro contenuto, né se la profezia fosse associata a fenomeni di estasi o glossolalia, a un'attività di predicazione pubblica o a un ruolo pastorale femminile all'interno della prima comunità cristiana.
È forse a casa sua che ebbe luogo l'incidente di Agabo.
Secondo la tradizione maggioritaria, Filippo morì a Cesarea marittima. Un'altra tradizione, però, lo vuole primo vescovo di Tralle di Asia.
Filippo diacono
è venerato come santo da tutte le Chiese che ammettono il culto dei santi. La Chiesa cattolica e la Chiesa ortodossa statunitense lo commemorano l'11 ottobre.

### Riferimenti
1. ↑   At 21,8, su laparola.net.
2. ↑   Marida Nicolaci, La profezia delle figlie di Filippo, in L'Osservatore Romano, 2 luglio 2018. URL consultato il 7 novembre 2019 (archiviato dall'url originale il 7 novembre 2019).
3. ↑   San Filippo Diacono, su santiebeati.it. URL consultato il 27 novembre 2018 (archiviato il 15 novembre 2007).
4. ↑  (EN) Apostle Philip the Deacon of the Seventy, su Orthodox Church of America. URL consultato il 27 novembre 2018 (archiviato il 27 novembre 2018).